# Erich Kittel
Hermann Karl Erich Kittel (* 30. Dezember 1902 in Budweis; † 19. August 1974 in Detmold) war ein deutscher Archivar und Direktor des Staatsarchives Detmold.

## Leben
Erich Kittel war nach Promotion an der Humboldt-Universität zu Berlin ab 1931 Staatsarchivrat am Preußischen Geheimen Staatsarchiv in Berlin-Dahlem. Von 1939 bis 1945 diente er als Reserveoffizier in Polen, Frankreich und Russland. Nach einer kurzen Zwischenstation am Staatsarchiv Osnabrück übernahm er 1946 die Leitung des Lippischen Landesarchivs, dem späteren Staatsarchiv Detmold, das er bis zum Eintritt in den Ruhestand führte. 
Zusätzlich war er von 1946 bis 1950 auch Leiter der Lippischen Landesbibliothek, Mitglied der Historischen Kommission für Westfalen (Vorstand 1970–1974) und von 1949 bis 1969 Vorsitzender des Naturwissenschaftlichen und Historischen Vereins für das Land Lippe. Ihm wurde 1968 das Verdienstkreuz 1. Klasse der Bundesrepublik Deutschland verliehen.

## Publikationen (Auswahl)
- Die Erbhöfe und Güter des Barnim 1608–1652: Verzeichnisse der Lehnsleute, Bauern, Kossäten und Knechte. Kunze Bernburg 1937.
- Hrsg.: Brandenburgische Siegel und Wappen: Festschrift des Vereins für Geschichte der Mark Brandenburg zur Feier des hundertjährigen Bestehens; 1837–1937. Gsellius, Berlin 1937 (Digitalisat).
- Geschichte des Landes Lippe: Heimatchronik der Kreise Detmold und Lemgo. Archiv für deutsche Heimatpflege, Köln 1957 (Heimatchroniken der Städte und Kreise des Bundesgebietes; 18).
- Hrsg.: Memoiren des braunschweig-lüneburgischen Generals Graf Ferdinand Christian zur Lippe 1668–1724. Wagener, Lemgo 1959.
- Hrsg.: Ferdinand Freiligrath als deutscher Achtundvierziger und westfälischer Dichter / Mit einer Ausw. seiner Gedichte anlässlich des 150. Geburtstages. Wagener, Lemgo 1960 (Sonderveröffentlichungen des Naturwissenschaftlichen und Historischen Vereins für das Land Lippe e. V.; 13).
- Lippe vor 1800: Ansichten aus drei Jahrhunderten. Lippischer Heimatbund, Detmold 1964.
- Die Externsteine als Tummelplatz der Schwarmgeister und ein Urteil der Wissenschaft. In: Lippische Mitteilungen aus Geschichte und Landeskunde. Bd. 33 (1964), S. 5–68.
- Hrsg.: Kloster und Stift St. Marien in Lemgo: 1265–1965: Festschrift anlässlich des 700jährigen Bestehens. Naturwissenschaftlicher und Historischer Verein für das Land Lippe, Detmold 1965 (Sonderveröffentlichungen des Naturwissenschaftlichen und Historischen Vereins für das Land Lippe e. V.; 16).
- Novemberumsturz 1918: Bemerkungen zu einer vergleichenden Revolutionsgeschichte der deutschen Länder. In: Blätter für deutsche Landesgeschichte: Neue Folge des Korrespondenzblattes. Bd. 104 (1968), S. 42–108.
- Siegel. Klinkhardt & Biermann, Braunschweig 1970 (Bibliothek für Kunst- und Antiquitätenfreunde; 11).